# Tony Dalton

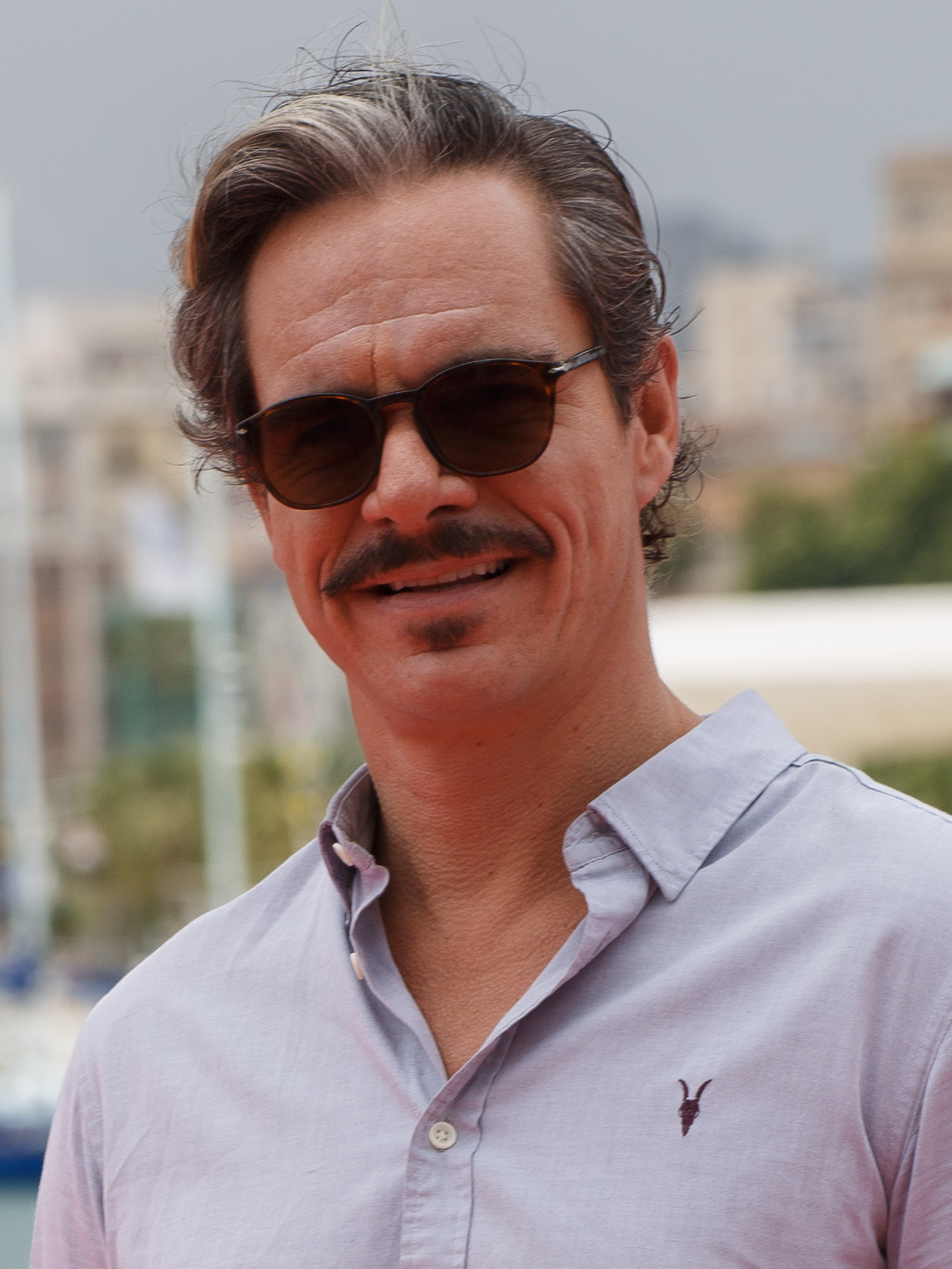
Tony Dalton (2021)

Tony Dalton (* 13. Februar 1975 in Laredo, Texas als Álvaro Luis Bernat Dalton) ist ein mexikanisch-US-amerikanischer Schauspieler und Drehbuchautor.

## Leben und Karriere
Tony Dalton wurde in der Großstadt Laredo im Süden von Texas geboren und studierte später am Lee Strasberg Theatre and Film Institute in New York City. Erste Schauspielerfahrungen sammelte er auf der Theaterbühne, wo er unter anderem am Off-Broadway in den Stücken The Ballad of the Sad Café und A Streetcar Named Desire auftrat. 1997 war er im Film Minotaur erstmals in einer Rolle vor der Kamera zu sehen.
Anschließend zog es ihn nach Mexiko, wo er in zahlreichen lokalen Film- und Fernsehproduktionen mitwirkte. 2004 zeichnete er als einer von insgesamt drei Drehbuchautoren der mexikanischen Kriminalkomödie Matando Cabos verantwortlich, in der er zudem die Hauptrolle des Javier übernommen hatte. Für seine darstellerische Leistung sowie für die Produktion wurde er 2005 bei den MTV Movie Awards México als Bester Darsteller und für den Besten Film nominiert. 2007 schrieb er für den Film Desperados: Ein todsicherer Deal das Drehbuch und übernahm zudem die Hauptrolle des Carlos Sanchez. 2008 übernahm Dalton als Mario Santos eine Hauptrolle in der Fernsehserie Los simuladores, die er bis 2009 spielte. Die Rolle des Augusto Mateos in Capadocia spielte er zwischen 2008 und 2010.
2011 übernahm er im Actionfilm Colombiana eine Nebenrolle. 2013 übernahm er die Hauptrolle des Roberto Ávila in der Serie Sr. Ávila des Senders HBO Latin America Group, den er bis 2018 in über 40 Episoden darstellte. In den Jahren 2016 und 2017 wirkte er in einer kleinen Rolle in der Netflix-Serie Sense8 mit. Von 2018 bis 2022 war er in der Rolle des Kartellmitglieds Eduardo "Lalo" Salamanca in den finalen drei Staffeln der Dramaserie Better Call Saul zu sehen.

## Filmografie (Auswahl)
- 1997: Minotaur
- 1999: Scriptfellas
- 2000: Mi destino eres tú (Fernsehserie, Episode 1x01)
- 2001: El camino de las ceibas (Kurzfilm)
- 2002: Clase 406 (Fernsehserie, 2 Episoden)
- 2004: Matando Cabos (auch Drehbuch)
- 2004–2006: Rebelde (Fernsehserie, 2 Episoden)
- 2006: Mujer alabastrina
- 2006: Efectos secundarios
- 2007: Desperados: Ein todsicherer Deal (Sultanes del Sur, auch Drehbuch)
- 2008: Violanchel
- 2008–2009: Los simuladores (Fernsehserie, 31 Episoden)
- 2008–2010: Capadocia (Fernsehserie, 4 Episoden)
- 2009: Amar
- 2010: El Narco – Willkommen in der Drogenhölle (El Infierno)
- 2011: Colombiana
- 2011: Amar no es querer
- 2012: Sin Nombre: Life Without Hope
- 2013–2018: Sr. Ávila (Fernsehserie, 43 Episoden)
- 2014: La dictadura perfecta
- 2015: Dueños del Paraíso (Fernsehserie, 67 Episoden)
- 2016–2017: Sense8 (Fernsehserie, 3 Episoden)
- 2017: Las hijas de Abril
- 2018: La Boda de Valentina
- 2018–2022: Better Call Saul (Fernsehserie, 17 Episoden)
- 2020: Amalgama
- 2021: Hawkeye (Fernsehserie, 6 Episoden)
- 2025: Daredevil: Born Again (Fernsehserie, 3 Episoden)
- 2025: The Last of Us (Fernsehserie, Episode 2x06)